# 梅尔钦

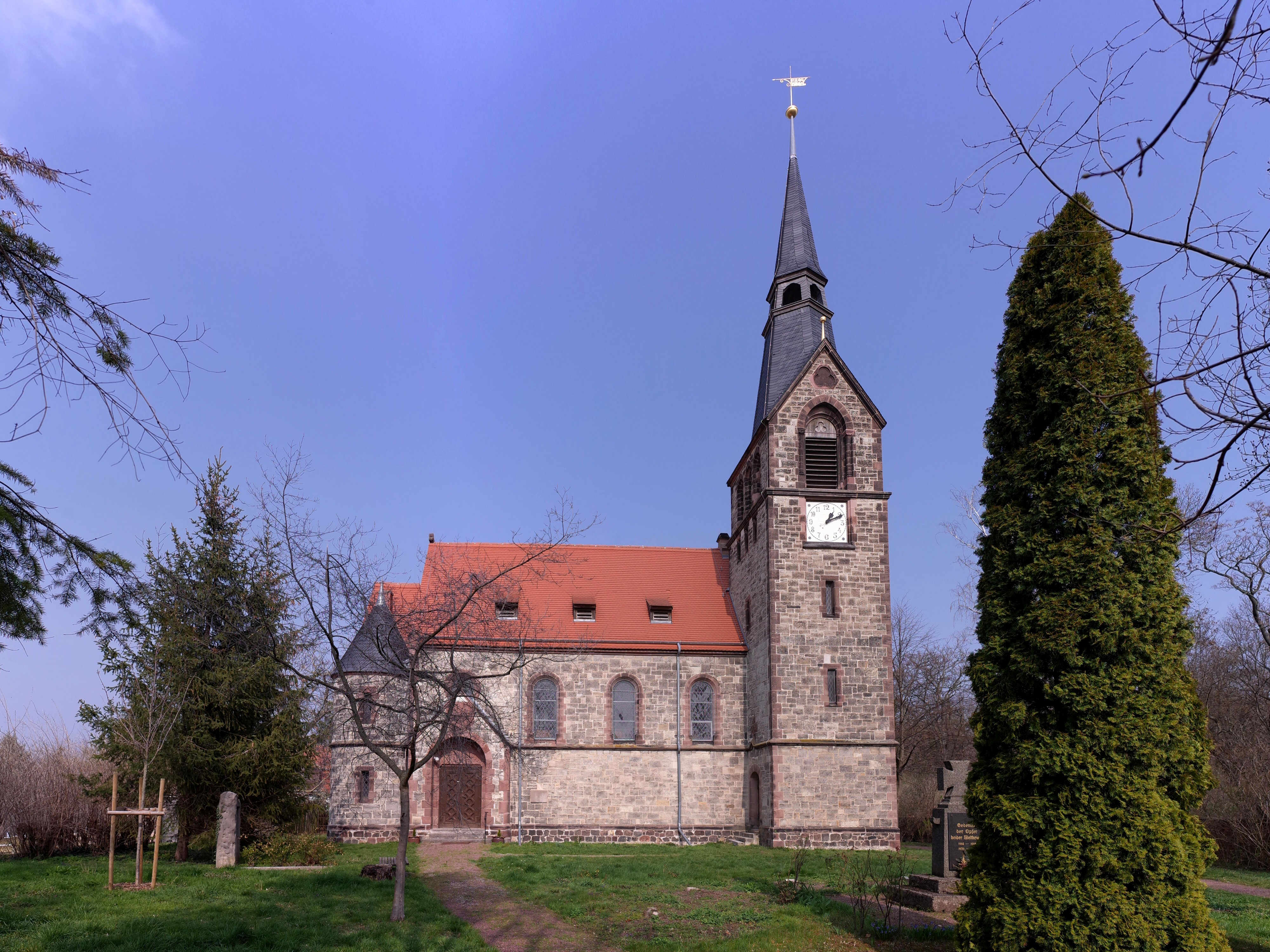
梅尔钦的村庄教堂

梅尔钦（德語：Merzien）曾是萨克森-安哈尔特州的一个独立市镇，包含采林根与霍斯多夫（Hohsdorf）（二者均于1950年7月1日划入梅尔钦）。1994年8月8日，梅尔钦并入克滕。尽管梅尔钦并入了克滕，三地仍有自己的区长阿道夫·陶尔（Adolf Tauer）。